# Susan Choi
Susan Choi, née en 1969 à South Bend dans l'Indiana, est une écrivaine américaine, lauréate du National Book Award en 2019.

## Biographie

### Enfance et formation
Susan Choi naît à South Bend, dans l'Indiana, où elle grandit.
Son père, Chang, émigré de Corée au milieu des années 1950, enseigne les mathématiques à l'université de l'Indiana. Son grand-père, Choi Jae-seo (en), est un éminent intellectuel pendant l'occupation japonaise de la Corée, dont le travail est encore enseigné mais qui est considéré comme un traitre national en raison de sa collaboration avec l'occupant japonais,.
Sa mère, Vivian, est une secrétaire juive,.
Ses parents divorcent lorsqu'elle a neuf ans. Elle déménage alors à Houston, au Texas, avec sa mère, qui devient secrétaire administrative à l'université Rice. Susan Choi fréquente une école des arts du spectacle.
Le premier ouvrage publié de l'autrice est lauréat d'un concours pour les écrivains de 5 à 8 ans dans le magazine Cricket, considéré comme « Le New Yorker pour les enfants ».
Elle est diplômée en littérature de l'université Yale puis étudie l'écriture à l'université Cornell. Elle ne termine pas son doctorat.

### Carrière
Son premier roman, The Foreign Student, publié en 1998, remporte le Asian-American Literary Award pour la fiction. Le roman est basé sur les expériences de son père pendant la guerre de Corée et son arrivée aux États-Unis pour étudier.
Parallèlement, elle travaille pendant plusieurs années comme vérificatrice de faits pour The New Yorker et coédite en 2000 avec David Remnick l'anthologie Wonderful Town: New York Stories from The New Yorker.  
En 2004, elle est finaliste du prix Pulitzer avec American Woman paru chez HarperCollins en 2003,. Le roman se déroule pendant le mouvement anti-guerre des années 1970. En 2020, il est porté à l’écran par Semi Chellas.
En 2010, après la parution de A Person of Interest, inspiré par Theodore Kaczynski, elle reçoit le prix PEN/WG Sebald décerné à un écrivain de fiction en milieu de carrière, d'une valeur de 10 000 dollars,. Le roman est également finaliste du prix PEN/Faulkner 2009.
Elle devient bénéficiaire de bourses de la National Endowment for the Arts et de la Guggenheim Foundation.
En 2014, son quatrième roman, My Education, qui évoque les conséquences d'une liaison entre une étudiante et la femme de son professeur, est lauréat de la 26e édition des Lambda Literary Awards. Susan Choi remporte le prix littéraire de la fiction bisexuelle,.
À partir de 2015, elle devient professeur d'écriture créative à l'Université Yale. Elle enseigne aussi la littérature à NYU.
En novembre 2019, pour son roman Exercice de confiance, elle remporte le National Book Award dans la catégorie fiction. Il s'agit de son premier livre traduit en France. Le roman, qui raconte l'histoire de deux adolescents passionnément amoureux venant d’intégrer une prestigieuse école d’art dramatique, étudie les frontières du consentement sexuel. Le roman se classe dans la littérature MeeToo même si l'autrice avait déjà rédigé la première ébauche avant les prémices de l'affaire Harvey Weinstein en automne 2017. « Choi écrit avec brio sur la colère féminine, la compulsion et le dégoût sexuels, ainsi que sur les incertitudes désordonnées et les terribles décisions de l'adolescence. » écrit la journaliste de The Guardian, Justine Jordan.
En 2021, elle remporte le Sunday Times Audible Short Story Award pour sa nouvelle Flashlight, parmi 903 candidatures éligibles provenant de plus de cinquante pays. L'écrit raconte l'histoire d'une fillette de dix ans qui consulte un psychologue après la noyade de son père. Le membre du jury Andrew Holgate déclare : « Ce que vous attendez d'une bonne nouvelle, c'est de la profondeur et de l'intensité, et Flashlight de Susan Choi les offre à la pelle. En dehors de toutes ses autres vertus, ce qui est particulièrement impressionnant est la clarté de sa compréhension d'un esprit de 10 ans enfermé dans des traumatismes qu'il ne peut pas vraiment comprendre. Absolument superbe. ».

### Vie privée
Elle épouse Pete Wells, critique gastronomique du New York Times. Ensemble, ils ont deux fils. Ils vivent dans le quartier de Brooklyn à New York avant de se séparer,.

## Récompenses
- Bourse Guggenheim et bourse National Endowment for the Arts[1]
- Asian-American Literary Award 1998 pour The Foreign Student[1]
- Prix PEN/WG Sebald 2010 pour A Person of Interest[6]
- Prix Lambda Literary 2014 pour My Education[7]
- National Book Award 2019 pour Exercice de confiance[9]
- Sunday Times Audible Short Story Award 2021 pour sa nouvelle Flashlight[11]